# La Canonja
La Canonja é um município da Espanha, na comarca do Tarragonès, província de Tarragona, comunidade autónoma da Catalunha. Tem 7,33 km² de área e em 2021 tinha 5 933 habitantes (densidade: 809,4 hab./km²). Limita com os municípios de Reus, Tarragona e Vila-seca.